# 福庆寺
福庆寺是一处位于中国河北省井陉县苍岩山的明清寺院，现为第六批全国重点文物保护单位。